# Ticket to Ride
Pour les articles homonymes, voir Ticket to Ride (homonymie).
Singles de The Beatles
I Feel Fine/She's a Woman
(1964) Help!/I'm Down
(1965)
Pistes de l'album Help!
You're Going to Lose That Girl
(6) Act Naturally
(8)
Ticket to Ride est une chanson des Beatles, essentiellement écrite par John Lennon, bien que créditée Lennon/McCartney. Publiée en single en avril 1965, elle figure aussi sur l'album Help! qui paraît le 6 août 1965. En raison de sa rythmique particulière à la batterie et ses guitares omniprésentes, Lennon qualifie ce titre de précurseur du genre heavy metal. Ticket to Ride atteint la première place des hit-parades aussi bien au Royaume-Uni qu'aux États-Unis.

## Historique

### Composition
Alors que les paroles de la chanson décrivent une fille qui « abandonne » le narrateur et qui « prend un billet pour ailleurs », l'inspiration de la phrase titre n'est pas claire. Ce « Ticket to ride » ne fait pas l'unanimité quant à sa signification. John Lennon aurait expliqué à un ami qu'il évoquait en fait les certificats de bonne santé produits par les prostituées de Hambourg dans les années 1960. Les Beatles y ayant joué au début de leur carrière, et « Ride » (dans son sens « équitation ») étant à l'époque un terme d'argot décrivant les relations sexuelles, on peut dès lors comprendre les paroles comme « elle a un ticket pour chevaucher [avec moi], mais elle s'en fout ». Une théorie parmi les fans veut également que l'expression vienne du souvenir d'un ticket de la British Railways pour se rendre à la ville de Ryde, sur l'île de Wight.
Pour cette chanson originellement écrite par John Lennon, le jeu du « qui a fait quoi » fait l’objet d’une controverse entre le duo de compositeurs. Lennon indique que la contribution de son partenaire Paul McCartney s’est limitée « à la façon dont Ringo Starr joue sa partie de batterie ». McCartney conteste cette version, la considérant incomplète, et allant jusqu'à revendiquer la paternité de la majorité du texte : « Nous nous sommes assis pour écrire la chanson ensemble. J’en suis l’auteur à 60 %. Nous avons travaillé dessus durant une session complète d’écriture longue de trois heures. »

### Enregistrement
Fin octobre 1964, les Beatles ont mis la dernière main à leur album Beatles for Sale tout en poursuivant, jusqu’au 10 novembre, une tournée des principales salles de concert du Royaume-Uni. À Noël, ils donnent ainsi une série de représentations à l’Odeon de Londres. Ils retournent en studio le 15 février 1965 pour préparer leur nouvel album, conçu autour de leur second long-métrage en préparation. Aussi bien l'album que le film prendront le nom de Help!.
Cette première session à Abbey Road est essentiellement consacrée à la mise en boîte de la nouvelle chanson de John Lennon, Ticket To Ride. Le contexte général et les méthodes de travail sont alors en train d'évoluer. Désormais, les Beatles vont se consacrer plus sérieusement aux techniques d’enregistrement, passer plus de temps dans ces studios qui deviennent leur véritable refuge, loin de la folie qui les entoure à l’extérieur. Après n’avoir jusque-là utilisé qu’avec parcimonie les overdubs, enregistrant la plupart du temps en condition « live » pour n’ajouter que de petites retouches, les Beatles et l’équipe qui les entoure modifient leur façon de procéder. Désormais, ils répètent les titres en studio en les enregistrant pour disposer d’un matériel de base. Ensuite, ils mettent en boîte la section rythmique (typiquement : batterie, basse, guitare) sur laquelle ils vont ajouter par couches successives, les vocaux et d’autres instruments.
Ainsi, la piste de base de Ticket To Ride est enregistrée en seulement deux prises, la première étant un faux départ. À partir de ce qui a été couché sur la seconde prise, on retrouve la batterie et la basse sur la piste 1, les guitares rythmique et solo sur la piste 2, le chant de John Lennon sur la piste 3, du tambourin, encore des guitares et les chœurs sur la piste 4. Chaque musicien joue donc plusieurs fois, et notamment Paul McCartney qui enregistre en plus de sa partie de basse et des chœurs, les arpèges de guitare rythmique audibles dès l’introduction de la chanson. Le motif rythmique particulier joué par Ringo Starr, alternant entre la caisse claire et les toms, aurait été suggéré par Paul. Le son caractéristique de la chanson vient aussi de la multiplication des parties de guitare.

### Parution et réception
Ticket to Ride est publié en 45 tours le 9 avril 1965 au Royaume-Uni, avec Yes It Is en face B. Le single sort le 19 avril suivant aux États-Unis, chez Capitol Records. Capitol a commis une erreur sur la pochette, en indiquant que la chanson est extraite du film « Eight Arms to Hold you », nom qui était envisagé mais non retenu pour le dernier opus des Beatles au cinéma, « Help! ».
Les Beatles jouent la chanson en playback le 3 avril dans l'émission Thank Your Lucky Star. Le clip passe pour la première fois à la télévision britannique dans Top of the Pops le 15. Quelques secondes de ce passage en playback peuvent être encore visible dans l'épisode « The Chase » de la série anglaise Doctor Who pour lequel il avait été envisagé que les Beatles jouent. Ce clip est maintenant inclus dans le DVD de la collection The Beatles 1.
Le 25 avril, le disque se classe no 1 du hit-parade anglais et y reste trois semaines. Il est en tête des charts américains le 22 mai, mais n'y reste qu'une semaine. La concurrence est rude entre les Beatles, les Beach Boys et les Rolling Stones. À l'époque, George Harrison insiste sur le stress et la pression qui accompagnent chaque sortie de disque : « Avec Ticket to Ride, on était encore plus inquiets. [...] Ce business de numéros 1 n'a pas l'air de vouloir s'arrêter - c'est génial tant que ça dure - mais maintenant, on doit recommencer encore et encore et les gens vont commencer à prédire des choses amusantes sur le suivant. »
La chanson, qui a été classée 384e meilleure chanson de tous les temps par le magazine Rolling Stone, est publiée sur les compilations des meilleurs succès A Collection of Beatles Oldies, The Beatles 1962-1966 et 1.
Elle est enregistrée dans les studios de la BBC le 26 mai 1965 pour l'émission The Beatles (Invite You To Take A Ticket To Ride) diffusée le 7 juin suivant. Cette prestation apparaît désormais sur Live at the BBC. De plus, une version live enregistrée le 1er août 1965 au théâtre ABC pour l'émission de télévision Blackpool Night Out  est disponible sur Anthology 2 et une seconde, enregistrée à Los Angeles le 29 du même mois, est placée sur le disque The Beatles at the Hollywood Bowl publié en 1977 et remastérisé en 2016. Un 45 tours de cette version live couplée à Dizzy Miss Lizzy est publié en France en juin 1977.

#### Publication en France
La chanson arrive en France en mai 1965 sur la face A d'un 45 tours EP (« super 45 tours ») titré LES BEATLES ; elle est accompagnée  de Baby's in Black. Sur la face B figurent I Don't Want to Spoil the Party et Yes It Is. La photo de la pochette met en scène le groupe habillé en Inuits, elle a été prise au Hammersmith Odeon pour leur spectacle de Noël de 1964,.
Un single couplant Ticket to Ride et Dizzy Miss Lizzy, en version live tirés de l'album The Beatles at the Hollywood Bowl, sort exclusivement en France en juin 1977 (Parlophone 2C 006-06.478).

## Analyse artistique
John Lennon déclare fièrement que Ticket to Ride est la première chanson de heavy metal, compte tenu de sa ligne de basse insistante, du motif rythmique de la batterie et de la multiplication des pistes de guitares, certaines utilisant l'effet fuzz. Le final contient en effet des accords de guitare saturée qui ne sont alors pas habituels aux Beatles. Ce son reviendra dans l'album Revolver avec And Your Bird Can Sing.
La chanson s’achève par une coda avec un tempo plus rapide qui allonge sa durée à plus de trois minutes, ce qui fait de cette chanson le premier single du groupe à proposer une telle longueur. John Lennon a indiqué que cette section finale au tempo doublé (où il répète « My baby don't care ») était sa partie préférée.

## Reprises
Ticket to Ride a été reprise par Vanilla Fudge, Hüsker Dü, Asylum Party, etc. La version des Carpenters en 1969, tiré du disque du même nom et joué avec un rythme très lent, s'est même classée no 54 aux États-Unis. Elle a aussi été adaptée en français, notamment par Dick Rivers en 1965 sous le titre Prends un ticket avec moi, et parodiée par Les Bidochons (Ticket pour toi)
Une reprise orchestrale est entendue en sourdine dans certaines copies de l'album de Pink Floyd, The Dark Side of the Moon, dans la finale de la chanson Eclipse.

## Fiche technique

### Interprètes
- John Lennon : chant, guitare rythmique
- Paul McCartney : chœurs, basse, guitare solo
- George Harrison : chœurs, guitare solo 12 cordes, guitare rythmique
- Ringo Starr : batterie, tambourin, claquements de mains

### Équipe de production
- George Martin : producteur
- Norman Smith : ingénieur du son
- Ken Scott : ingénieur du son
- Jerry Boys : ingénieur du son